# Aegithalos
Aegithalos es un género de aves paseriformes perteneciente a la familia Aegithalidae. Sus miembros, denominados comúnmente mitos, se distribuyen por Eurasia, desde China y Taiwán, pasando por el sudeste asiático y Asia Meridional , hasta Europa Occidental. En la península ibérica sólo está presente el mito común.

## Descripción
Son pájaros de cola larga y pico corto. Hacen nidos en forma de bolsas entretejidas, colgantes de árboles. La mayoría come una dieta mixta que incluye insectos.

## Especies
El género contiene las siguientes especies:
- Aegithalos caudatus - mito común;
- Aegithalos glaucogularis - mito gorjigrís;
- Aegithalos leucogenys - mito cariblanco;
- Aegithalos concinnus - mito gorjinegro;
- Aegithalos niveogularis - mito gorjiblanco;
- Aegithalos iouschistos - mito de frentirrufo;
- Aegithalos bonvaloti - mito cejinegro;
- Aegithalos sharpei - mito birmano;
- Aegithalos fuliginosus - mito cuelliblanco;
- Aegithalos exilis - mito pigmeo.